# 維爾德科格爾山
47°17′N 12°17′E / 47.283°N 12.283°E

維爾德科格爾山（德語：Wildkogel），是奧地利的山峰，位於該國西部，由薩爾茨堡州負責管轄，屬於基茨比爾阿爾卑斯山脈的一部分，海拔高度2,224米，每年平均降雨量1,971毫米。